# Pseudomyrmex triplarinus
Pseudomyrmex triplarinus är en myrart som först beskrevs av Hugh Algernon Weddell 1850.  Pseudomyrmex triplarinus ingår i släktet Pseudomyrmex och familjen myror.

## Underarter
Arten delas in i följande underarter:
- P. t. cordobensis
- P. t. rurrenabaquensis
- P. t. symbioticus
- P. t. triplarinus